# (500330) 2012 SZ20
(500330) 2012 SZ20 es un asteroide perteneciente al cinturón de asteroides, descubierto el 26 de agosto de 2012 por el equipo del Pan-STARRS desde el Observatorio de Haleakala, Hawái, Estados Unidos.

## Designación y nombre
Designado provisionalmente como 2012 SZ20.

## Características orbitales
2012 SZ20 está situado a una distancia media del Sol de 2,893 ua, pudiendo alejarse hasta 3,108 ua y acercarse hasta 2,678 ua. Su excentricidad es 0,074 y la inclinación orbital 10,69 grados. Emplea 1797,78 días en completar una órbita alrededor del Sol.

## Características físicas
La magnitud absoluta de 2012 SZ20 es 16,8.